# Radhouane Slimane
Radhouane Slimane (in arabo رضوان سليمان‎?; al-Qayrawan, 16 agosto 1980) è un cestista tunisino.

## Carriera
Con la Tunisia ha disputato i Giochi olimpici di Londra 2012, due edizioni dei Campionati mondiali (2010, 2019) e sette dei Campionati africani (2003, 2005, 2007, 2011, 2013, 2017, 2021).